# Vivo cantando
Vivo cantando (з ісп. — Живу співаючи) — пісня іспанської співачки Саломе. Ця пісня представляла Іспанію на Євробаченні 1969, ставши одним з чотирьох переможців Євробачення того року.

## Опис
Це швидко-темпна пісня від лиця жінки, яка співає своєму коханому про те, як вона відчула позитивні зміни у ньому, і тепер вона може жити співаючи.

## Євробачення
На Євробаченні її номер став незабуваємим за двох причин. По перше, незвичний костюм співачки з покритий довгими порцеляновими нитками, що нагадують намистинки. По друге, вона танцювала під час виступу, що було заборонено у тоц час. Але, її за це не покарали, бо представники Ірландії та Великої Британії також танцювали на сцені. Пісня зайняла перше мізце разом з Великою Британією, Нідерландами та Францією з 18 балами.